# Leopold Cruyl
Leopold Cruyl (Waasmunster, 23 april 1857 - Gent, 26 maart 1917) was een Belgisch sociaal geëngageerd arts en politicus voor de Liberale Partij.

## Levensloop
Leopold Cruyl werd geboren als zoon van de burgemeester van Waasmunster. Na studies geneeskunde doceerde hij aan de Gentse universiteit en was chirurg in het stedelijk ziekenhuis de Bijloke. Hij richtte er de laboratoria voor scheikunde en bacteriologisch onderzoek op en specialiseerde zich in huidziekten.
Van 1908 tot bij zijn overlijden in 1917 zetelde hij voor de liberalen in de Gentse gemeenteraad. Hij was sterk sociaal geëngageerd en zette zich in voor een betere publieke hygiëne en betere arbeidershuisvesting, als wapen tegen tuberculose en andere epidemieën. Hij richtte ook een stadsschool op waar zieke kinderen werden opgevangen, voor het laatst ondergebracht in het gebouw van het huidige museum De School van Toen.